# 美国国务卿
美國國務卿（英語：United States Secretary of State），直译为美國國務部長，前稱即其前身為美国外交部长（United States Secretary of Foreign Affairs）是美國國務院的首長，同時為美國內閣閣员，主管美国外交事务。国务卿代表美国总统執行對外政策，相当于美国外交部长，其地位要比其他内阁部长高，是所有內閣部長中的首席。
现任美国国务卿为馬可·魯比奧，于2025年1月21日上任。

## 歷史沿革
其前身為美国外交部长，始建于1781年1月10日，终止于1789年9月15日，《邦联条例》允许邦聯議會选择“可根据需要选拔对美国外交事务的委员会和人员。”1780年1月10日，联邦国会成立了外交部门。1781年8月10日，美国国会选择一个来自纽约州的国会代表羅伯特·李維頓作为首任外交部长，1781年10月20日，他正式宣布就职，他的任期一直到1783年6月4日。他的继任者约翰·杰伊的任期一直到1789年3月4日。

## 政治地位
美国国务卿是美国聯邦政府中地位最高的内阁部長，如果总统无法有效行使总统权力能力或者意外死亡，按照美国总统继任顺序，国务卿排在第四位，即排在副總統、眾議院議長和參議院臨時議長之后。
美國國務卿與財政部長、國防部長、司法部長被視為美国内阁最重要的四大職位。正因如此，建國以來總統任命的國務卿一如副總統一樣，也是极具重要影響力的政治人物，例如美國開國元勳湯瑪斯·傑佛遜便曾任喬治·華盛頓的第一任國務卿，亨利·基辛格曾任理查德·尼克松的國務卿，希拉里·克林頓曾任巴拉克·奧巴馬的第一任國務卿。
國務卿相當是外交部長，而不是政府總理，因為美國是總統制國家，總統即是政府首脑並领导内阁。

## 法定職責
根據憲法，美國總統決定美國的外交政策。國務卿由總統在參議院建議和同意下任命，是總統的首席外交顧問。國務卿通過國務院和美國外交部執行總統的外交政策。
國務院於1789年由國會創建，前身是外交部，是美國政府的高級行政部門。自那時以來，國務卿與外交事務有關的職責沒有發生重大變化，但隨著國際承諾的增加，這些職責變得更加複雜。這些職責國務院的活動和責任包括以下內容：
1. 擔任總統的合眾國外交政策首席顧問；[4]
2. 進行與合眾國外交事務有關的談判；[5]
3. 向美國公民授予和頒發護照，並向外國駐合眾國領事頒發許可證；[6]
4. 就合眾國大使、部長、領事和其他外交代表的任命向總統提供建議；[7]
5. 就外國政府代表的接受、召回和解職向總統提供建議；[8]
6. 親自參加或指導合眾國代表出席國際會議、組織和機構；[9]
7. 談判、解釋和終止條約和協議；[10]
8. 確保合眾國政府保護美國公民、財產和在外國的利益；[11]
9. 監督合眾國海外移民法的實施；[12]
10. 向美國公民提供有關外國政治、經濟、社會、文化和人道主義狀況的信息；[13]
11. 向國會和美國公民通報合眾國外交關係的行為；[14]
12. 促進合眾國與其他國家之間的有益經濟往來；[15]
13. 管理國務院；[16]
14. 監督合眾國外交事务。[17]

此外，國務卿保留國會於1789年委託給國務院的國內職責。其中包括保管美國國璽、準備某些總統公告、公佈條約和國際法案以及美國對外關係的官方記錄，以及某些原始條約和國際協定的保管。部長還充當聯邦政府與各州之間關於向外國引渡逃犯或從外國引渡逃犯的溝通渠道。

## 代理国务卿
如果国务卿在任职期间辞职，那么按美国法律规定，常务副国务卿就将暂行代理国务卿职务，直到总统提名新的國務卿，並經参议院行使同意權，通过新的国务卿任命为止。